# Завод азотних добрив та метанолу у Тольятті
Завод азотних добрив та метанолу у Тольятті – підприємство хімічної промисловості, що діє у Самарській області Росії та належить компанії «Тольяттіазот».
Будівництво заводу почалось у 1974-му, а на 1979-й припав запуск перших трьох установок з виробництва аміаку. В 1986-му стала до ладу сьома установка аміаку, що довело загальну потужність за цим напрямком до 3 млн тон на рік. 
Частина аміаку використовувалась для двох лінії сечовини, які ввели в дію у 1979 – 1980 роках. Їх сукупна потужність становила 960 тисяч тон на рік, а в 2023-му стала до ладу третя лінія з показником у 700 тисяч тон.
В 2021-му майданчик доповнили новим напрямком – виробництвом метанолу. Первісно тут могли продукувати 450 тисяч тон цього продукту, а після запуску в 2007-му другої черги проектний показник зріс до 900 тисяч тон.
Для виробництва аміаку та метанолу використовують природний газ, що надходить по перемичці від потужного Південного газотранспортного коридору.
Для видачі аміаку спеціально спорудили аміакопровід Тольятті – Горлівка – Одеса. Також вивіз продукції може здійснюватись автоцистернами. 
В 2000-х роках власник майданчику компанія «Тольяттіазот» почала будівництво спеціалізованого порту в Тамані, проте цей проект тоді так і не вдалось реалізувати. В 2022-му на тлі повномасштабного вторгнення Росії до України та зупинки аміакопроводу анонсували відновлення проекту таманського терміналу.
Можливо відзначити, що в Тольятті також діє завод азотних добрив компанії «Куйбишевазот».